# Транспорт в Сербии

Карта дорог Сербии

Транспорт в Сербии достаточно развит: в стране представлены автомобильный, железнодорожный, воздушный и водный транспорт. Через территорию Сербии проходят два панъевропейских транспортных коридора: автомобильно-железнодорожный 10-й коридор (ветви B и C) и 7-й речной коридор. Центром пересечения большинства важнейших транспортных дорог является Белград, столица Сербии.

## Железные дороги

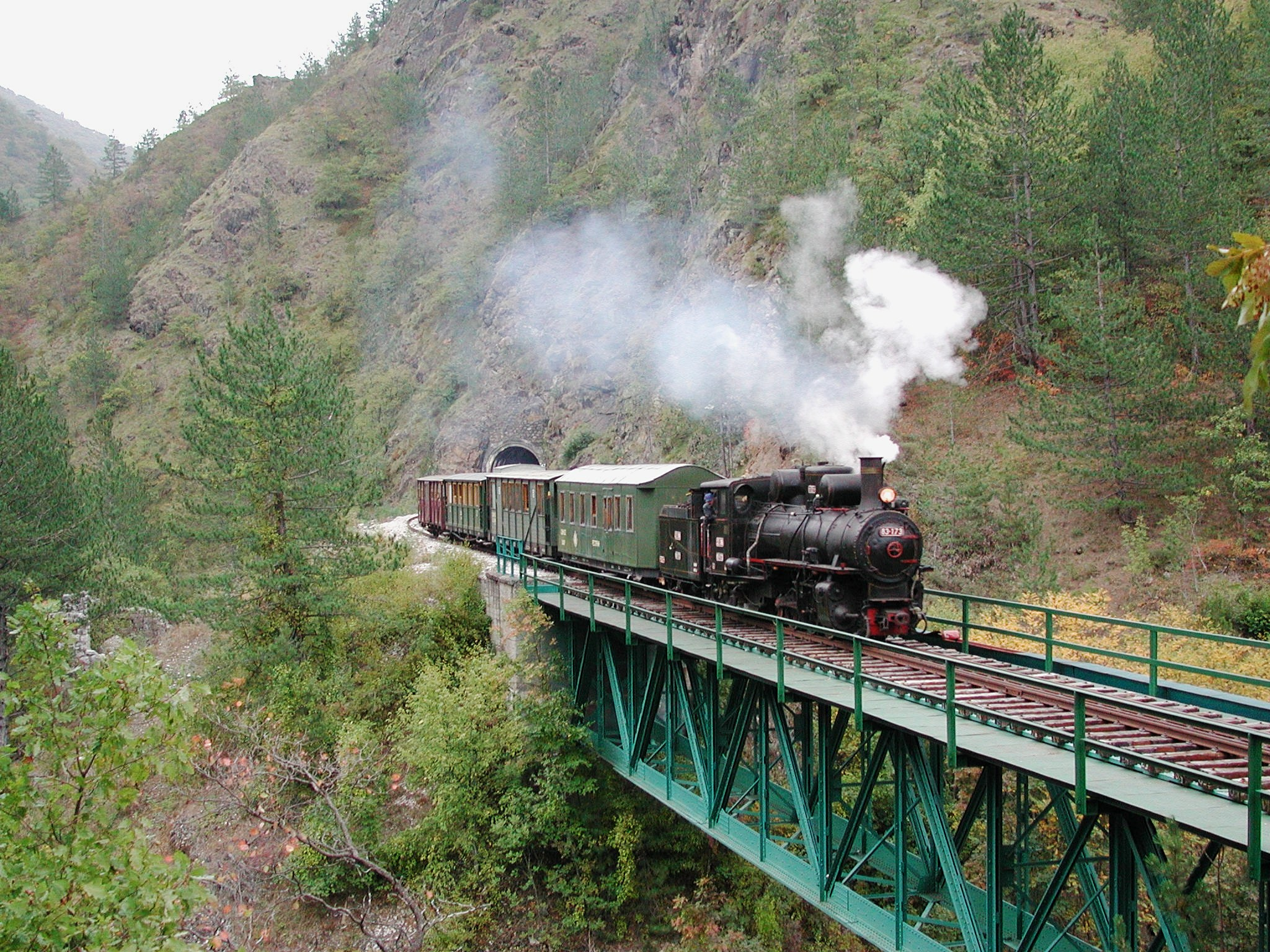
Шарганская восьмёрка, самая известная туристическая железнодорожная линия в Сербии

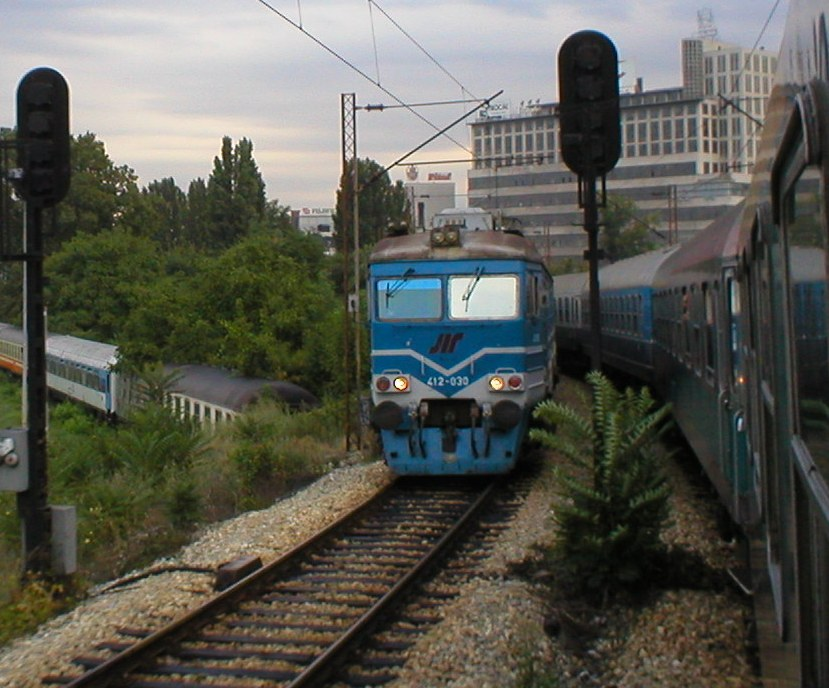
Поезд компании «Железнице Србије»

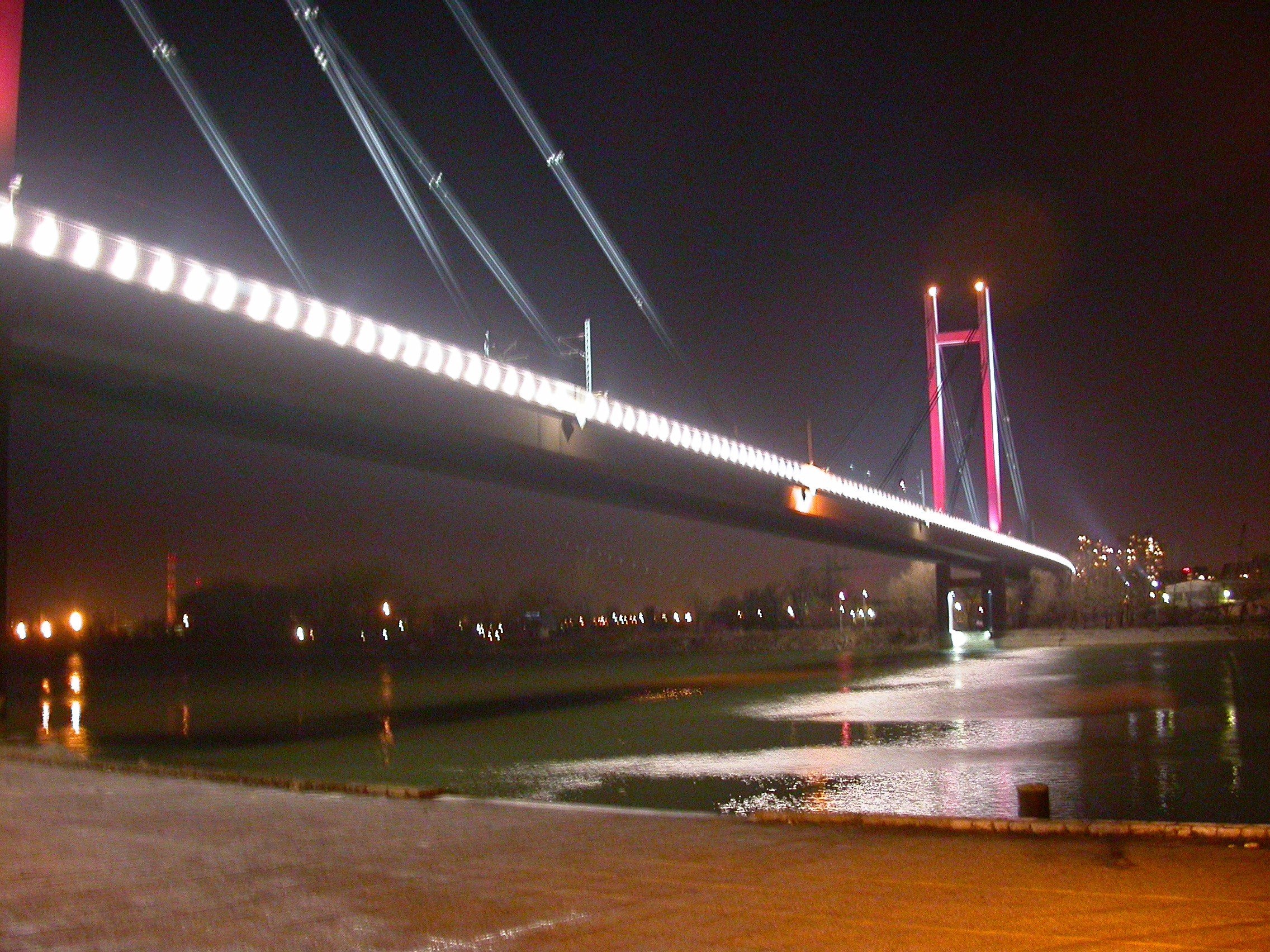
Новый железнодорожный мост в Белграде

Железные дороги — один из основных видов транспорта в стране, соединяющий все её крупные города и связывающий Сербию со многими государствами Европы. Дороги делятся на магистральные, региональные, местные и манипулятивные. К магистральным относится, например, дорога Суботица — Сомбор — Богоево — граница с Хорватией.
Общая протяжённость железных дорог в Сербии составляет 3808,7 км, из которых 3533,2 км — одноколейные, 275,5 км — двухколейные дороги. Электрифицировано 1196,1 км открытых пассажирских железных дорог, в том числе и дорог со стандартной шириной колеи. Также существуют и узкоколейные дороги, которые используются и в качестве туристических аттракционов (например, туристическая «Шарганская восьмёрка»).

### Крупнейшие транспортные узлы
Крупнейшими железнодорожными узлами являются Белград и Ниш, через которые проходят пять железных дорог. Чуть менее значимыми являются Нови-Сад, Суботица, Инджия, Пожега, Сталач, Кралево, Косово-Поле. Единственный город, в котором есть все возможные виды железнодорожного транспорта — это Белград с собственным трамваем, метрополитеном и пригородной системой железнодорожного сообщения «Беовоз». Также он является единственным городом, где планируется строительство системы легкорельсового метро.

### Ветви
- Главная железнодорожная магистральная ветвь вытянута с северо-запада на юго-восток: граница с Венгрией — Суботица — Нови-Сад — Белград — Лапово — Ниш. На север ведёт дорога через Нови-Сад, на юг — через Ниш.
- На южном направлении есть два ответвления:
  - Ниш — Прешево — граница с Македонией (проходит через Лесковац)
  - Ниш — Димитровград — граница с Болгарией (проходит через Пирот)
- Отходят также ещё четыре линии:
  - Западная: Стара-Пазова — Шид — граница с Хорватией (проходит через Руму и Сремска-Митровицу)
  - Юго-западная: Белград — Валево — Ужице — граница с Черногорией (проходит через Пожегу)
  - Северо-восточная: Белград — Панчево — Вршац — граница с Румынией
  - Южная: Лапово — Кралево — Косовска-Митровица — Косово Поле — граница с Македонией (проходит через Дженерал-Янкович)

### Двухколейные дороги
К ним относятся дороги:
- Белград-Центр — Стара-Пазова — Шид — граница с Хорватией
- Белград — Расник
- Белград-Центр — участок Г
- Белград-Центр — Панчево (главная)
- Велика-Плана — Сталач
- Джунис — Ниш

Планируется сделать двухколейными дороги:
- Стара-Пазова — Нови-Сад — Суботица
- Белград (сортировочая) — Сурчин — Батайница
- Белград — Ниш (недостроенные участки)

Планируется также доделать двухколейную дорогу Батайница — Стара-Пазова и сделать её четырёхколейной

### Электрифицированные дороги
Электрифицированы на данный момент:
- Белград — Стара-Пазова — Нови-Сад — Суботица — граница с Венгрией
- Белград — Стара-Пазова — Шид — граница с Хорватией
- Белград — Ресник — Пожега — Врбница — граница с Черногорией
- Пожега — Кралево — Белград — Ресник — Младеновац — Лапово — Ниш — Прешево — граница с Македонией
- Раковица — Яинцы — Мала-Крсна — Велика-Плана
- Мала-Крсна — Пожаревац
- Мала-Крсна — Смедерево
- Белград-Центр — Панчево-Войловица

Электрифицированы также дороги от станции Белград-Центр до Нового Белграда и Раковицы (участок Г), а также дороги до сортировочных станций Белград, Нови-Сад, Лапово и Ниш и станция грузовых поездов Суботица. Планируется электрифицировать дорогу Ниш — Димитровград — граница с Болгарией.

### Сообщение с другими странами
Осуществляется прямое железнодорожное сообщение со следующими странами, граничащими с Сербией:
- Венгрия
- Румыния
- Болгария
- Македония
- Черногория
- Босния и Герцеговина (Республика Сербская)
- Хорватия

Осуществляется прямое железнодорожное сообщение со следующими странами, не граничащими с Сербией:
- Италия
- Греция
- Турция
- Германия
- Швейцария
- Словения
- Россия
- Австрия
- Украина

## Автодороги

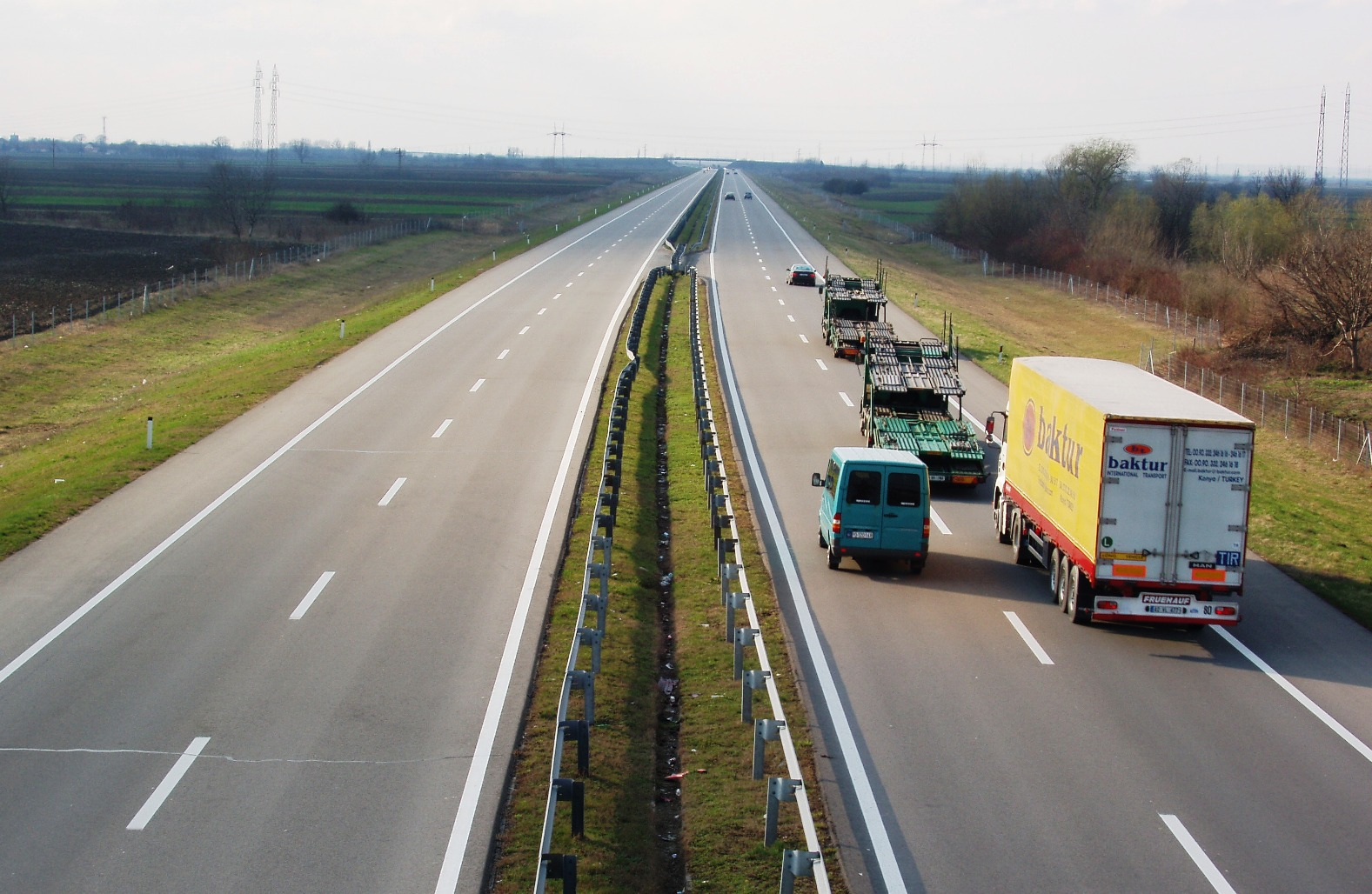
Автомагистраль Е70 близ Сремской Митровицы — или автотрасса A3 класса IA

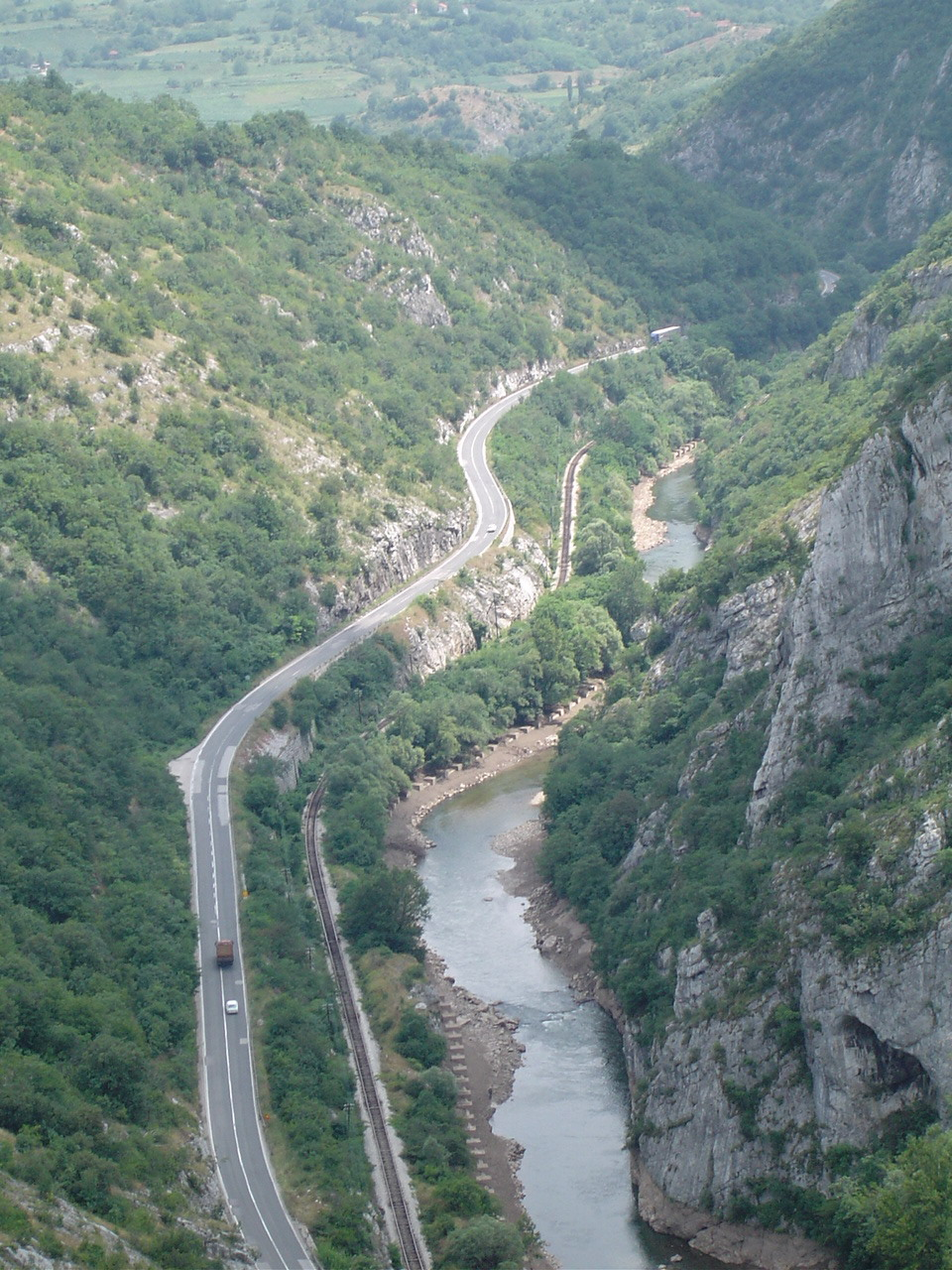
Автодорога 259 класса IБ, проходящая рядом с Сичевским ущельем

Центром автомобильного сообщения является Белград, за ним идут Нови-Сад и Ниш. Сеть сербских автодорог в стране составляют общественные и некатегоризированные дороги. Протяжённость общественных дорог составляет 41000 км, из них 40% принадлежат государству. 2150 км этих дорог являются частью европейских автомагистралей. По законодательству государственными дорогами являются общественные дороги, которые соединяют пространство страны с европейскими автомагистралями, сетью важнейших путей пограничных государств и/или крупнейшие города и административные центры страны. Строительство, улучшение и управление дорогами относится к компетенции республики, то есть осуществляется на государственном уровне. Государственные дороги разделены на первый и второй классы с подклассами А и Б.
Основу сербских автодорог составляют современные скоростные автомагистрали (серб. Аутопут), первая из которых — шоссе «Братство и Единство» — была открыта в 1950 и соединяла на тот момент Белград и Загреб, а в дальнейшем была расширена до Любляны и Скопья. В XXI веке сеть автомагистралей постепенно расширяется. В 2011 их общая длина составила 1,372 км. В самой Сербии официально зарегистрировано около 1,5 млн. автомобилей, 8 тысяч автобусов (в том числе 4100 городских). Некоторые городские автобусы используют сжатый природный газ, с 2012 года используется в качестве топлива и биотопливо.

## Водный транспорт

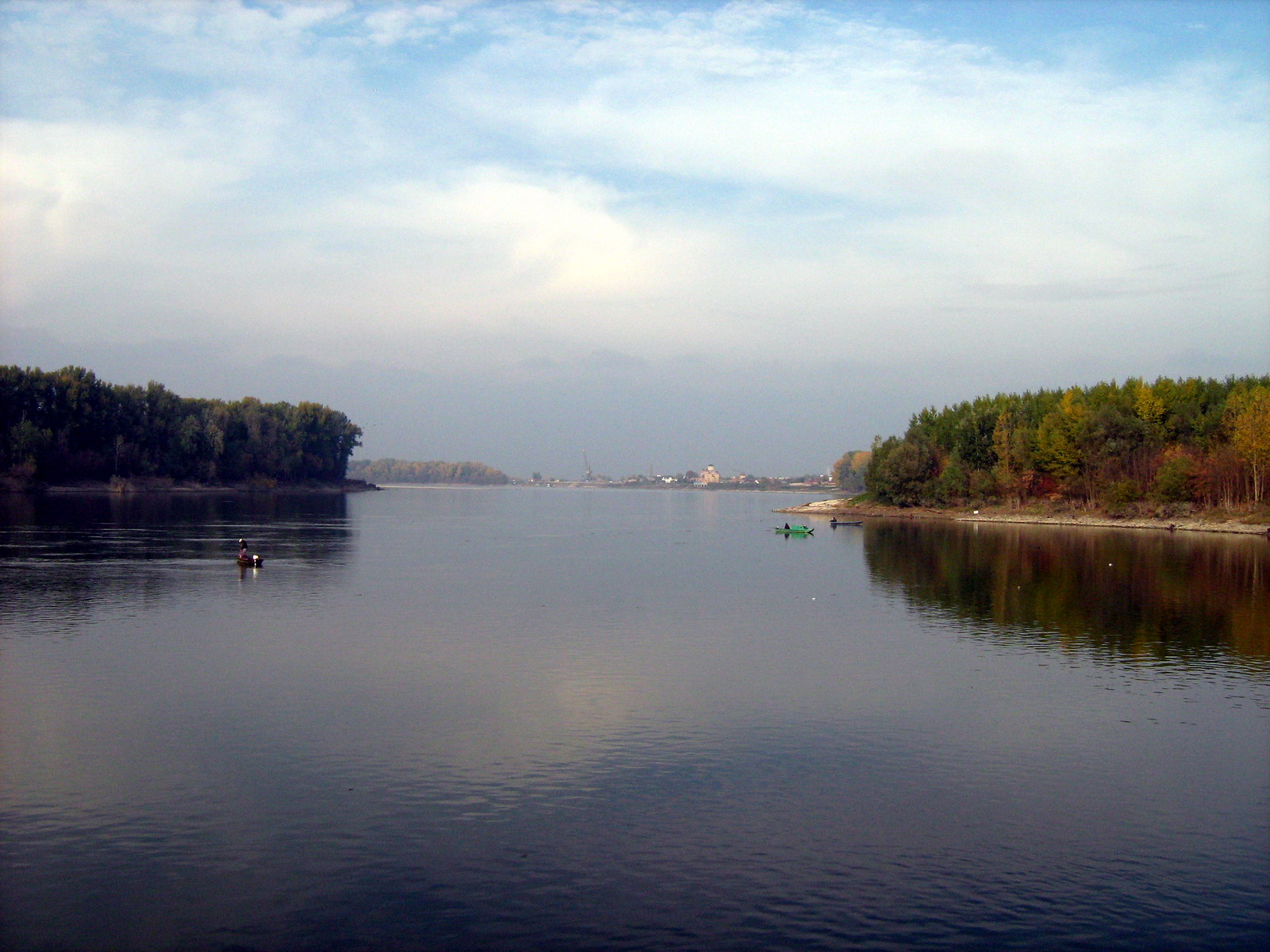
Участок Дуная рядом с Апатином

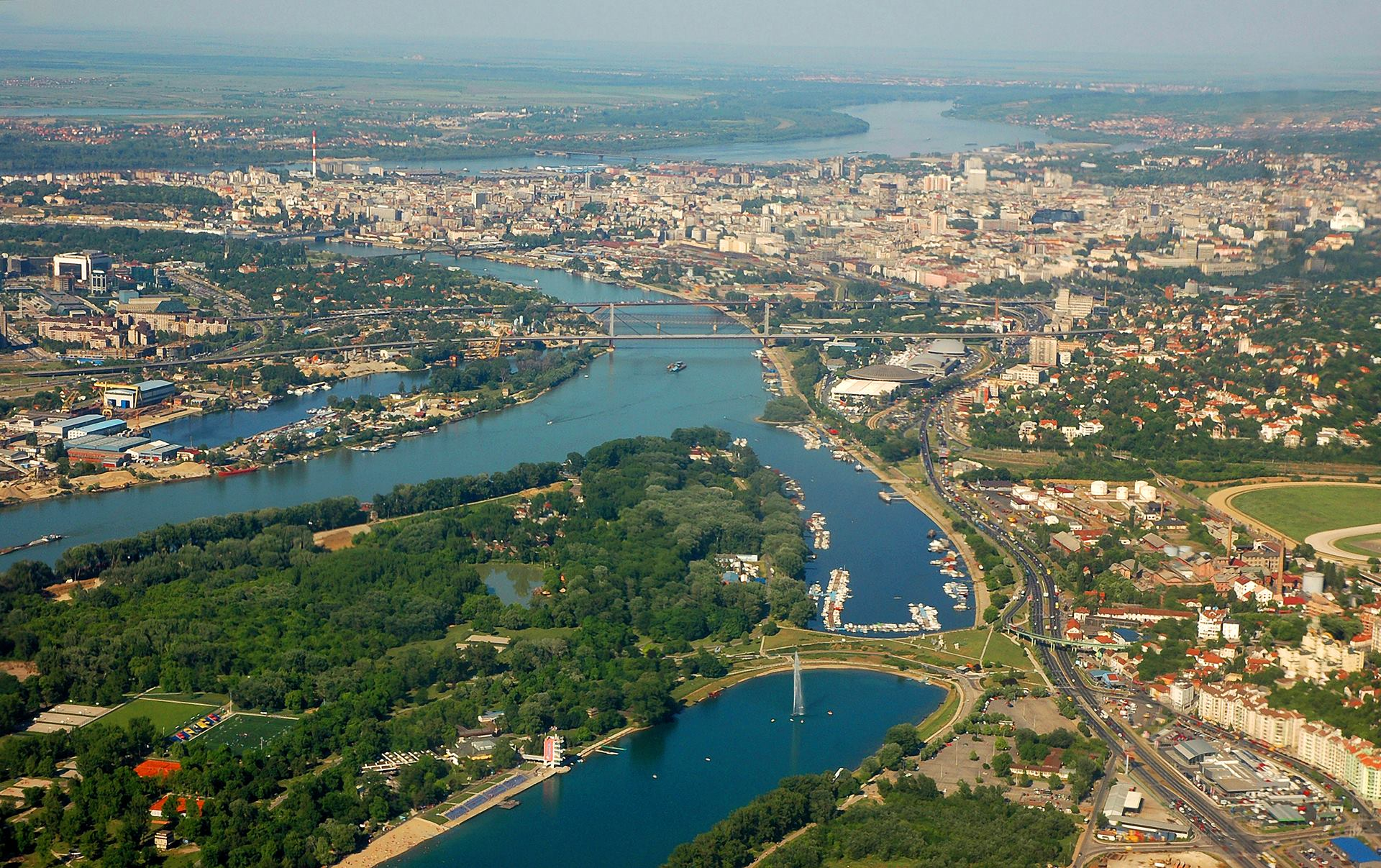
Белград является единственной европейской столицей, стоящей сразу на двух крупных реках

Сербия не имеет выхода к морю, поэтому все её порты — речные. В стране широко развит речной транспорт. Крупнейшим в стране является белградский порт, который расположен на правом берегу Дуная близ его слияния с рекой Савой в непосредственной близости от центра города на площади 250 гектаров. Находясь на пересечении двух водных транспортных артерий (т. н. паневропейских речных коридоров), он является важным транспортным и торговым узлом общеевропейского значения. Важнейшими портами, с которыми осуществляется торговля Сербии, являются черногорский Бар и греческие Салоники. Протяжённость всех водных маршрутов составляет 587 км (на 2005 год), все они находятся в северной части страны и связывают Сербию с Центральной Европой.
Дунай является важнейшим водным путём Сербии, входящий в 7-й паневропейский речной коридор, который связывает Центральную Европу и Чёрное море. Судоходными являются также реки Сава и Тиса, а вот река Велика-Морава является судоходной только при ширине устья не менее 20 км. Из важнейших каналов выделяется канал Дунай — Тиса — Дунай. Крупнейшие порты на Дунае, помимо Белграда — Апатин, Нови-Сад, Белград, Панчево-Смедерево, Неготин. На Саве таковыми являются Сремска-Митровица, Шабац и Белград, а на Тисе — Сента и Бечей.

## Нефтепроводы и газопроводы
В 2004 году протяжённость нефтепроводов в стране составляла 393 км, газопроводов — 3177 км. Велось строительство газопроводов в рамках проекта «Южный поток», которые должны были пройти от Болгарии до Венгрии с ответвлениями в Республику Сербскую и Хорватию и сделать тем самым Сербию страной для транзита газа. В настоящее время газопроводы проходят через северную и центральную части Сербии.

## Авиатранспорт

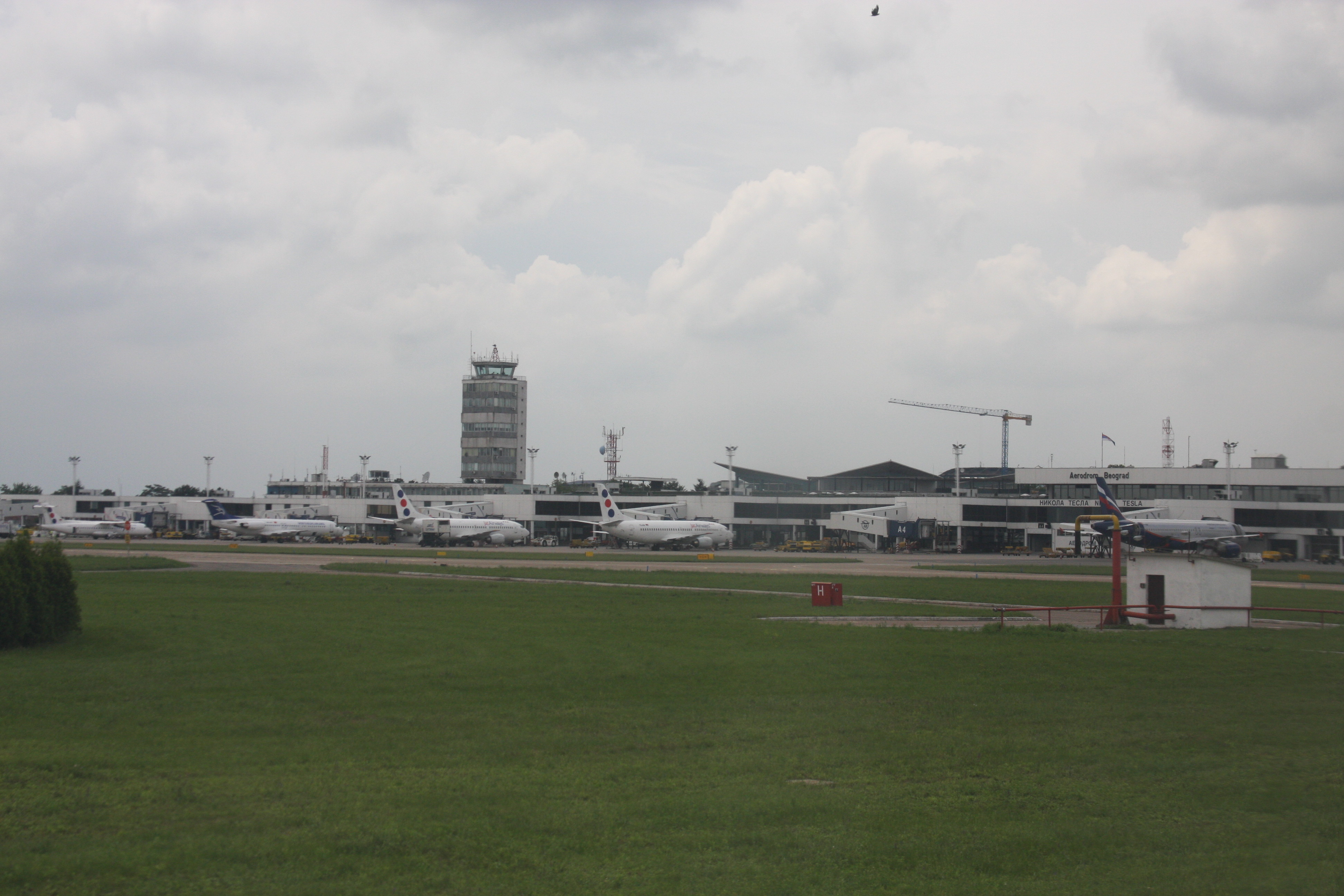
Международный аэропорт имени Николы Теслы

В стране насчитывается 39 аэродромов и аэропортов, однако коды IATA имеют всего шесть:
- Международный аэропорт имени Николы Теслы (Белград, BEG)
- Батайница (Белград, BJY)
- Аэродром имени Константина Великого (Ниш, INI)
- Поникве (Ужице, UZC)
- Морава (Кралево, KVO)
- Слатина (Приштина, PRN)

|                    | С асфальтовым покрытием | Без асфальтовго покрытия |
| Общее количество   | 16                      | 23                       |
| Длина более 3047 м | 2                       | 0                        |
| Длина 2438—3047 м  | 4                       | 0                        |
| Длина 1524—2437 м  | 4                       | 2                        |
| Длина 914—1523 м   | 2                       | 9                        |
| Длина менее 914 м  | 4                       | 12                       |

Крупнейшим и единственным аэропортом страны, обслуживающим как международные, так и внутренние регулярные рейсы, является белградский аэропорт Николы Теслы в Сурчине (15 км от центра Белграда). Некогда второй по величине международный аэропорт Константина Великого расположен в Нише и обслуживает немногочисленные чартерные рейсы. Ситуация с авиатранспортным сообщением в южной части страны и Воеводине на 2015 год является крайне неудовлетворительной — имеющиеся аэропорты практически не функционируют, региональной авиации в республике исторически не существует. Однако на 2002 год в Сербии было четыре вертодрома.

## По городам Сербии
Транспорт достаточно хорошо развит в крупных городах республики: Белград, Нови-Сад, Ниш, Крагуевац, Суботица. Там большую часть пассажирских перевозок осуществляет внутригородской транспорт. Общественный транспорт есть в большинстве сербских городов, являющихся центрами общин Сербии. За исключением Белграда, там преобладают автобусные перевозки: в самом же Белграде есть сети автобусов, троллейбусов, трамваев, скоростного рельсового транспорта и метро. В Нише, Суботице и Нови-Саде некогда были трамвайные сети.